# Rallye Portugal

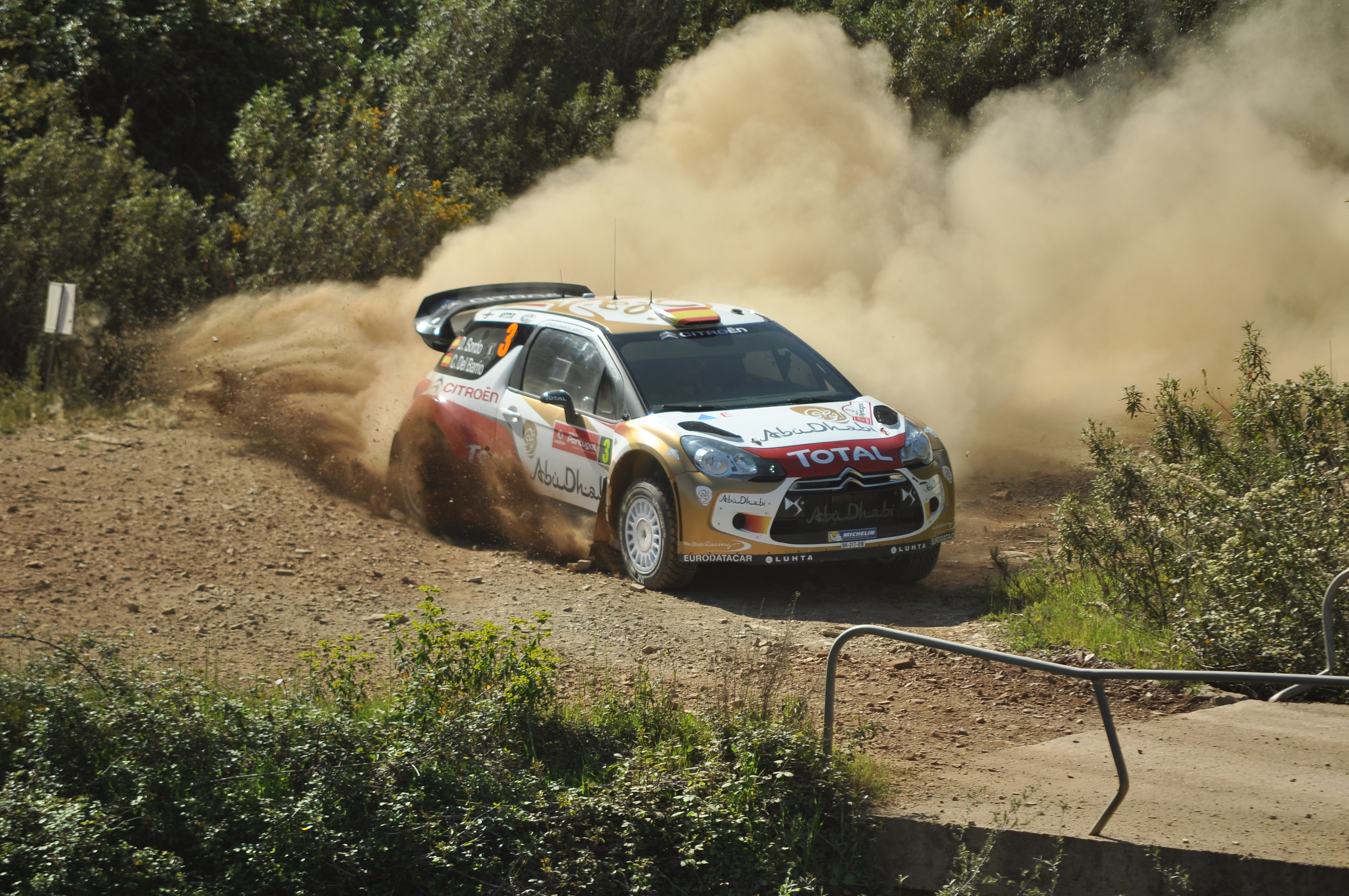
Typische Schotter-Rallye in Portugal, Dani Sordo (Citroën) im Jahr 2013

Die Rallye Portugal ist eine der größten Sport-Veranstaltungen, die in Portugal ausgetragen werden. Die Rallye fand erstmals 1968 statt und hatte ab 1973 für zunächst 29 Jahre Weltmeisterschaftsstatus. Von 2002 bis 2006 war sie nicht im WM-Kalender vertreten. Der Streckenverlauf, mit dem die Rallye ab 2007 wieder zur FIA Rallye-Weltmeisterschaft zählt, hatte keine Ähnlichkeiten mehr mit dem ursprünglichen Verlauf. Statt in der Region um Porto wurde in der Algarve gefahren, hauptsächlich auf Schotterwegen. Im Jahr 2015 kehrte man zurück in den Norden von Portugal.
Hauptveranstalter der Rallye Portugal sind der Automobilsportverband Federação Portuguesa de Automobilismo e Karting (FPAK) und der Automobilclub Automóvel Club de Portugal (ACP).

## Geschichte
Erstmals wurde die Rallye Portugal 1967 ausgetragen. Sie gehörte zur WRC-Premierensaison 1973. In den Anfängen war die Rallye ein Mix aus verschiedenen Straßenuntergründen. Nachdem schlechtes Wetter 2001 die Straßen gefährlich und unberechenbar machte, da die Reifenwahl äußerst schwierig war, entschlossen die Organisatoren zukünftig nur noch auf Schotterstraßen zu fahren. Nach fünfjähriger Abstinenz im Rallye-Weltmeisterschaftskalender kehrte die Veranstaltung vom Norden an die Algarve und fand sich 2007 wieder im WRC-Kalender. Fünfmal wurde die Rallye Portugal als beste Rallye der Welt ausgezeichnet. 2020 wurde die Rallye Portugal aufgrund der COVID-19-Pandemie abgesagt.

### Neue Route ab 2015
Die Rallye Portugal kehrt erstmals seit 2001 in den Norden Portugals zurück und findet in Matosinhos nördlich von Porto statt. Am Donnerstagabend findet eine „Super Special Stage“, die besonders zuschauerfreundlich ist, auf dem Rallycross-Rundkurs von Lousada statt. Der erste komplette Rallye-Tag führt die Fahrer weiter nördlich in das Gebiet von Ponte de Lima nahe der spanischen Grenze. Die Wertungsprüfungen am Samstag sind die längsten der Rallye (WP 10 und 13 mit 37,62 Kilometern) und werden südlich nahe Amarante gefahren. Am Sonntag werden drei Wertungsprüfungen ausgetragen, wobei der Fokus auf der klassischen Wertungsprüfung „Fafe“ liegt, die zwei Mal gefahren wird. Die zweite Durchfahrt der WP gilt als Power-Stage.

### Sieger
Der bisher erfolgreichste Fahrer bei der Rallye Portugal ist Sébastien Ogier mit sechs Siegen (2010, 2011, 2013, 2014, 2017 und 2024). Miki Biasion gewann als einziger Fahrer die Rallye Portugal dreimal hintereinander (1988–1990).

## Gesamtsieger
| Jahr  | Rallye                     | Gesamtsieger            | Gesamtsieger            | Marke und Modell              |
| Jahr  | Rallye                     | Fahrer                  | Beifahrer               | Marke und Modell              |
| ----- | -------------------------- | ----------------------- | ----------------------- | ----------------------------- |
| 19671 | 01. Rali Internacional TAP | José Albino Carpinteiro | António Silva Pereira   | Renault 8 Gordini             |
| 19681 | 02. Rali Internacional TAP | Tony Fall               | Ron Crellin             | Lancia Fulvia HF              |
| 19691 | 03. Rali Internacional TAP | Francisco Romãozinho    | "Jocames"               | Citroën DS 21                 |
| 19701 | 04. Rali Internacional TAP | Simo Lampinen           | John Davenport          | Lancia Fulvia 1.6 Coupé HF    |
| 19711 | 05. Rali Internacional TAP | Jean-Pierre Nicolas     | Jean Todt               | Renault Alpine A110 1800      |
| 19721 | 06. Rali Internacional TAP | Achim Warmbold          | John Davenport          | BMW 2002 Tii                  |
| 1973  | 07. Rallye Portugal        | Jean-Luc Thérier        | Jacques Jaubert         | Renault Alpine A110 1800      |
| 1974  | 08. Rallye Portugal        | Raffaele Pinto          | Arnaldo Bernacchini     | Fiat Abarth 124 Rallye        |
| 1975  | 09. Rallye Portugal        | Markku Alén             | Ilkka Kivimäki          | Fiat Abarth 124 Rallye        |
| 1976  | 10. Rallye Portugal        | Sandro Munari           | Silvio Maiga            | Lancia Stratos HF             |
| 1977  | 11. Rallye Portugal        | Markku Alén             | Ilkka Kivimäki          | Fiat 131 Mirafiori Abarth     |
| 1978  | 12. Rallye Portugal        | Markku Alén             | Ilkka Kivimäki          | Fiat 131 Mirafiori Abarth     |
| 1979  | 13. Rallye Portugal        | Hannu Mikkola           | Arne Hertz              | Ford Escort RS1800            |
| 1980  | 14. Rallye Portugal        | Walter Röhrl            | Christian Geistdörfer   | Fiat 131 Mirafiori Abarth     |
| 1981  | 15. Rallye Portugal        | Markku Alén             | Ilkka Kivimäki          | Fiat 131 Mirafiori Abarth     |
| 1982  | 16. Rallye Portugal        | Michèle Mouton          | Fabrizia Pons           | Audi quattro                  |
| 1983  | 17. Rallye Portugal        | Hannu Mikkola           | Arne Hertz              | Audi quattro A1               |
| 1984  | 18. Rallye Portugal        | Hannu Mikkola           | Arne Hertz              | Audi quattro A2               |
| 1985  | 19. Rallye Portugal        | Timo Salonen            | Seppo Harjanne          | Peugeot 205 Turbo 16          |
| 1986  | 20. Rallye Portugal        | Joaquim Moutinho        | Edgar Fortes            | Renault 5 Turbo Corse         |
| 1987  | 21. Rallye Portugal        | Markku Alén             | Ilkka Kivimäki          | Lancia Delta HF 4WD           |
| 1988  | 22. Rallye Portugal        | Miki Biasion            | Carlo Cassina           | Lancia Delta Integrale        |
| 1989  | 23. Rallye Portugal        | Miki Biasion            | Tiziano Siviero         | Lancia Delta Integrale        |
| 1990  | 24. Rallye Portugal        | Miki Biasion            | Tiziano Siviero         | Lancia Delta Integrale 16V    |
| 1991  | 25. Rallye Portugal        | Carlos Sainz            | Luis Moya               | Toyota Celica GT-Four         |
| 1992  | 26. Rallye Portugal        | Juha Kankkunen          | Juha Piironen           | Lancia Delta HF Integrale     |
| 1993  | 27. Rallye Portugal        | François Delecour       | Daniel Grataloup        | Ford Escort RS Cosworth       |
| 1994  | 28. Rallye Portugal        | Juha Kankkunen          | Nicky Grist             | Toyota Celica Turbo 4WD       |
| 1995  | 29. Rallye Portugal        | Carlos Sainz            | Luís Moya               | Subaru Impreza 555            |
| 19961 | 30. Rallye Portugal        | Rui Madeira             | Nuno Rodrigues da Silva | Toyota Celica GT-Four         |
| 1997  | 31. Rallye Portugal        | Tommi Mäkinen           | Seppo Harjanne          | Mitsubishi Lancer Evo 4       |
| 1998  | 32. Rallye Portugal        | Colin McRae             | Nicky Grist             | Subaru Impreza WRC            |
| 1999  | 33. Rallye Portugal        | Colin McRae             | Nicky Grist             | Ford Focus WRC                |
| 2000  | 34. Rallye Portugal        | Richard Burns           | Robert Reid             | Subaru Impreza WRC            |
| 2001  | 35. Rallye Portugal        | Tommi Mäkinen           | Risto Mannisenmäki      | Mitsubishi Lancer Evo 6       |
| 20021 | 36. Rallye Portugal        | Didier Auriol           | Thierry Barjou          | Toyota Corolla WRC            |
| 20031 | 37. Rallye Portugal        | Armindo Araújo          | Miguel Ramalho          | Citroën Saxo Kit Car          |
| 20041 | 38. Rallye Portugal        | Armindo Araújo          | Miguel Ramalho          | Citroën Saxo Kit Car          |
| 20051 | 39. Rallye Portugal        | Daniel Carlsson         | Mattias Andersson       | Subaru Impreza WRX            |
| 20061 | 40. Rallye Portugal        | Armindo Araújo          | Miguel Ramalho          | Mitsubishi Lancer Evo VIII MR |
| 2007  | 41. Rallye Portugal        | Sébastien Loeb          | Daniel Elena            | Citroën C4 WRC                |
| 20081 | 42. Rallye Portugal        | Luca Rossetti           | Matteo Chiarcossi       | Peugeot 207 S2000             |
| 2009  | 43. Rallye Portugal        | Sébastien Loeb          | Daniel Elena            | Citroën C4 WRC                |
| 2010  | 44. Rallye Portugal        | Sébastien Ogier         | Julien Ingrassia        | Citroën C4 WRC                |
| 2011  | 45. Rallye Portugal        | Sébastien Ogier         | Julien Ingrassia        | Citroën DS3 WRC               |
| 2012  | 46. Rallye Portugal        | Mads Østberg            | Jonas Andersson         | Ford Fiesta RS WRC            |
| 2013  | 47. Rallye Portugal        | Sébastien Ogier         | Julien Ingrassia        | VW Polo R WRC                 |
| 2014  | 48. Rallye Portugal        | Sébastien Ogier         | Julien Ingrassia        | VW Polo R WRC                 |
| 2015  | 49. Rallye Portugal        | Jari-Matti Latvala      | Miikka Anttila          | VW Polo R WRC                 |
| 2016  | 50. Rallye Portugal        | Kris Meeke              | Paul Nagle              | Citroën DS3 WRC               |
| 2017  | 51. Rallye Portugal        | Sébastien Ogier         | Julien Ingrassia        | Ford Fiesta WRC               |
| 2018  | 52. Rallye Portugal        | Thierry Neuville        | Nicolas Gilsoul         | Hyundai i20 Coupe WRC         |
| 2019  | 53. Rallye Portugal        | Ott Tänak               | Martin Järveoja         | Toyota Yaris WRC              |
| 2021  | 54. Rallye Portugal        | Elfyn Evans             | Scott Martin            | Toyota Yaris WRC              |
| 2022  | 55. Rallye Portugal        | Kalle Rovanperä         | Jonne Halttunen         | Toyota GR Yaris Rally1        |
| 2023  | 56. Rallye Portugal        | Kalle Rovanperä         | Jonne Halttunen         | Toyota GR Yaris Rally1        |
| 2024  | 57. Rallye Portugal        | Sébastien Ogier         | Vincent Landais         | Toyota GR Yaris Rally1        |

1 Kein WM-Status